# Аиргуль (река)
Аиргуль (укр. Аіргуль, крымскотат. Ayırgül, Айыргуль) — маловодная река (ручей) в горном Крыму, правый приток реки Бельбек. Длина водотока — 6,0 км, площадь водосборного бассейна — 11,6 км².

## География
Ручей начинается на южных склонах горы Чуку, из безымянного источника у северной окраины села Солнечноселье на высоте 550 м над уровнем моря. Течёт почти строго на юг, принимая, согласно справочнику «Поверхностные водные объекты Крыма», 2 безымянных притока, длиной менее 5 километров, при этом на современных картах левый подписан, как Скаро. Впадает в Бельбек слева в селе Аромат в 42,0 км от устья. Водоохранная зона Аиргуля установлена в 50 м. В справочнике «Волости и важнѣйшія селенія Европейской Россіи» 1886 года ручей назван Кильбрун.